# The Meaning of Love
"The Meaning of Love" är en låt av den brittiska gruppen Depeche Mode. Det är gruppens femte singel och den andra komponerad av Martin Gore. Den släpptes som singel den 26 april 1982 och nådde som bäst 12:e plats på den brittiska singellistan.

## Utgåvor och låtförteckning
7": Mute/7Mute22 (UK)
1. "The Meaning Of Love " – 3:05
2. "Oberkorn (It's A Small Town)" – 4:07

12": Mute/12Mute22 (UK)
1. "The Meaning Of Love (Fairly Odd Mix)" – 4:59
2. "Oberkorn (It's A Small Town) (Development Mix)" – 7:37

 CD: Mute/CDMute22 (UK)1
1. "The Meaning Of Love " – 3:05
2. "Oberkorn (It's A Small Town)" – 4:07
3. "The Meaning Of Love (Fairly Odd Mix)" – 4:59
4. "Oberkorn (It's A Small Town) (Development Mix)" – 7:37

- 1CD utgiven 1991.
- Alla låtar skrivna av Martin Gore.